# The Strangeloves
The Strangeloves fue una banda ficticia creada en 1964 por los compositores y productores Bob Feldman, Jerry Goldstein y Richard Gottehrer. Formada supuestamente por los hermanos australianos Giles, Miles y Niles Strange, como los Strange Loves, su sencillo «Love Love (That's All I Want From You)», publicado por Swan Records, llegó al puesto n.º 122 del Billboard Hot 100. 
Sin embargo, cuando su segundo sencillo, «I Want Candy», llegó al puesto n.º 10 en Canadá y el n.º 11 en los EE. UU., tuvieron que formar una banda para actuar en directo, formado por cuatro músicos de sesión, inicialmente John Shine, Jack Raczka, Tom Kobus y Richie Lauro, quienes sería sustituidos a comienzos de 1966 por Jack Raczka (Giles Strange), Joe Piazza (Miles Strange), Ken Jones (Niles Strange), a los cuales se unieron el bajista Greg Roman en 1968.
Su único álbum, I Want Candy (1965) fue publicado por Bang Records. Su última grabación, «Honey Do», publicada por Sire Records, llegó al puesto número 120 a finales de 1968.